# Billinge socken
Billinge socken i Skåne ingick i Onsjö härad, uppgick 1969 i Eslövs stad och området ingår sedan 1971 i Eslövs kommun och motsvarar från 2016 Billinge distrikt.
Socknens areal är 41,57 kvadratkilometer varav 41,31 land. År 2000 fanns här 927 invånare. Tätorten Stockamöllan samt tätorten Billinge med sockenkyrkan Billinge kyrka ligger i socknen. 

## Administrativ historik
Socknen har medeltida ursprung. 
Vid kommunreformen 1862 övergick socknens ansvar för de kyrkliga frågorna till Billinge församling och för de borgerliga frågorna bildades Billinge landskommun. Landskommunen uppgick 1952 i Röstånga landskommun som upplöstes 1969 då denna del uppgick i Eslövs stad som ombildades 1971 till Eslövs kommun. Församlingen uppgick 2002 i Östra Onsjö församling.
1 januari 2016 inrättades distriktet Billinge, med samma omfattning som församlingen hade 1999/2000.
Socknen har tillhört län, fögderier, tingslag och domsagor enligt vad som beskrivs i artikeln Onsjö härad. De indelta soldaterna tillhörde Norra skånska infanteriregementet, Frosta kompani och Skånska husarregementet, Kollebergs skvadron, Livkompniet.

## Geografi
Billinge socken ligger norr om Eslöv kring Rönneå. Socknen är en kuperad skogs- och odlingsbygd.

## Fornlämningar
Drygt 25 boplatser från stenåldern är funna. Från järnåldern finns två gravfält med domarringar.

## Namnet
Namnet skrevs 1283 Billinghä och kommer från kyrkbyn. Namnet innehåller inbyggarbeteckningen inge och bill troligen med syftning på höjder i kyrkbyn..